# Revolutionen 1848/1849

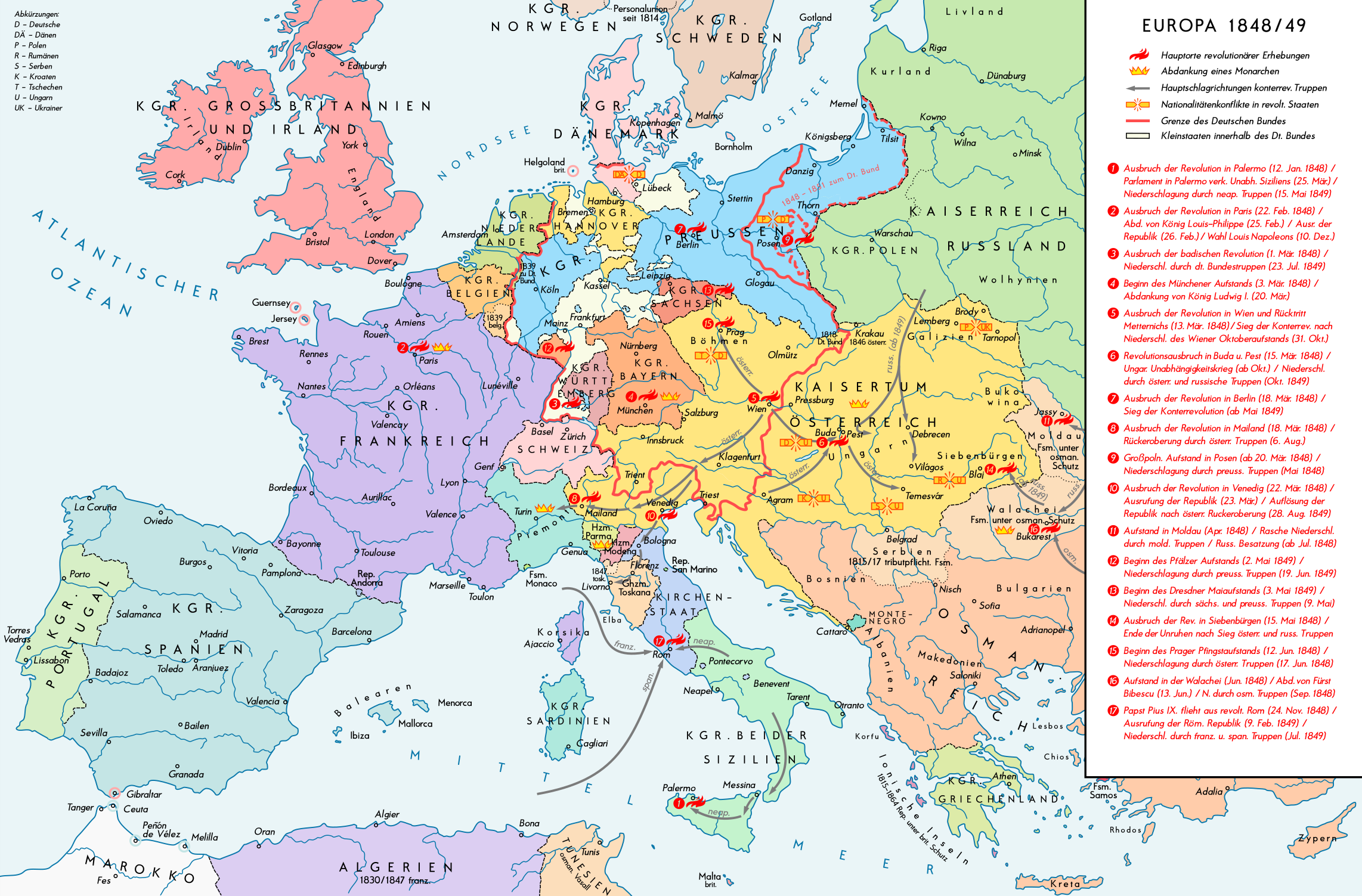
Zentren der revolutionären Erhebungen von 1848/1849 in Europa

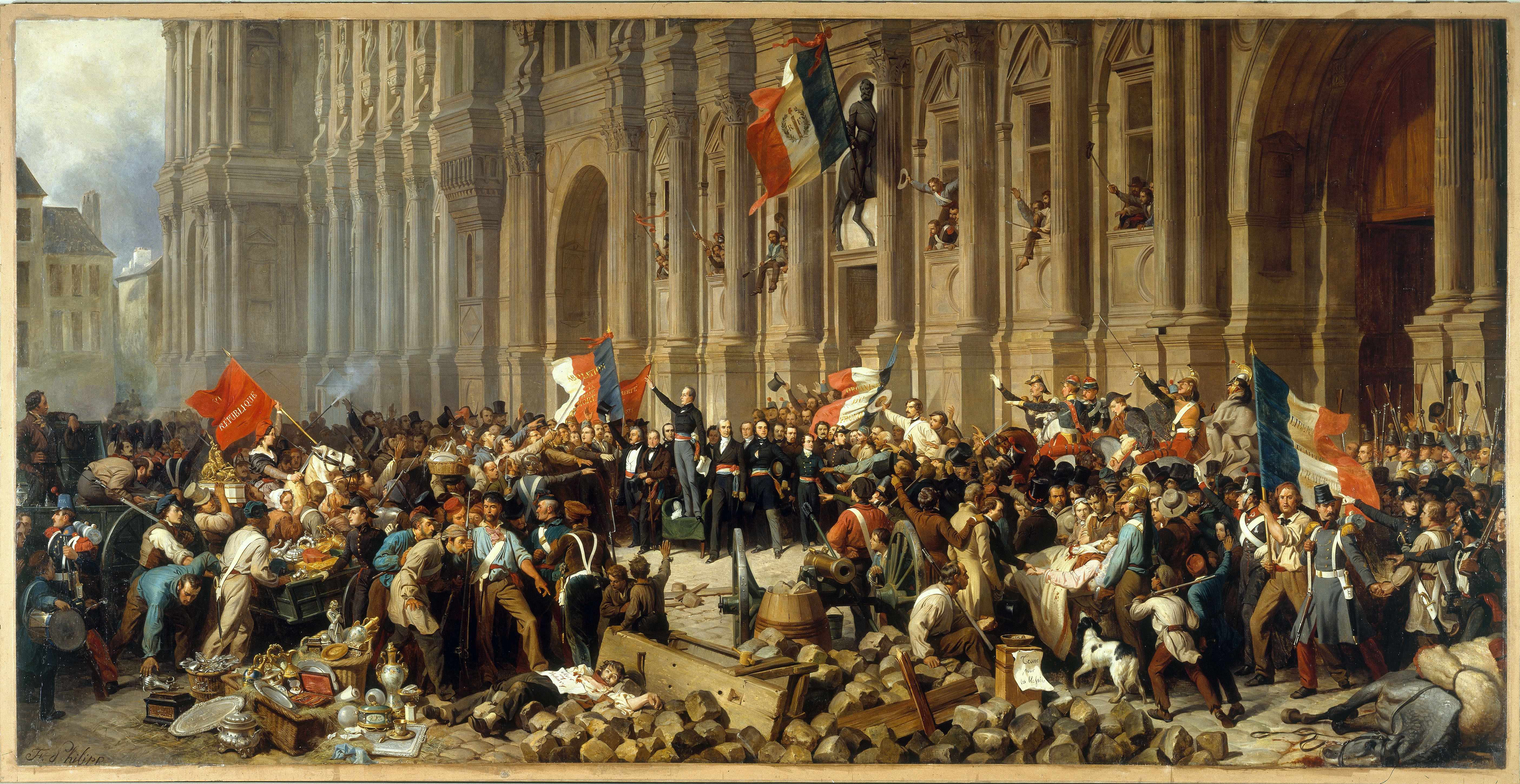
Februarrevolution 1848 in Paris

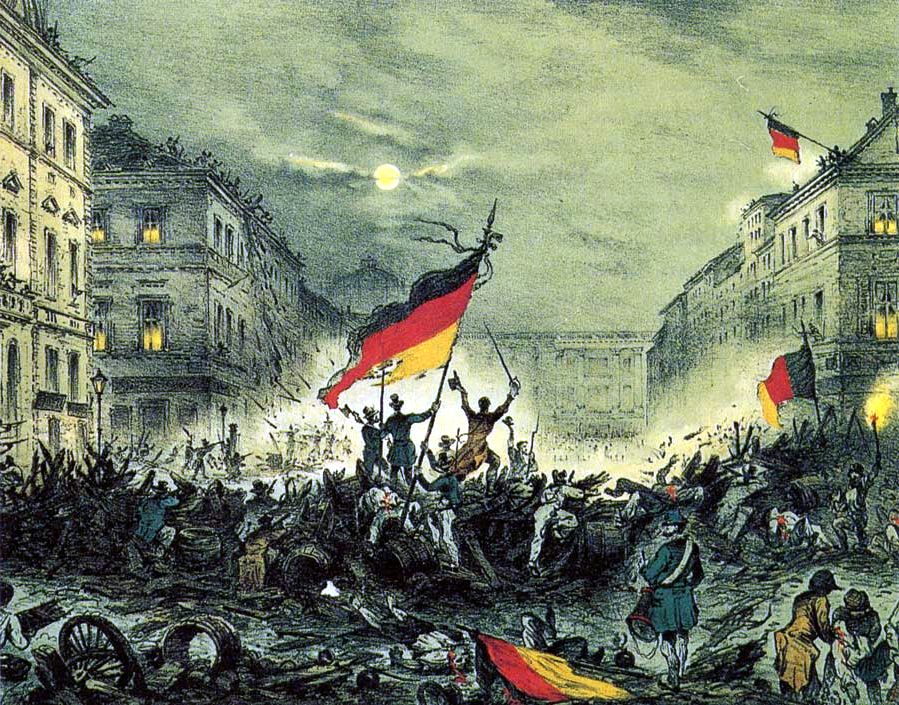
Märzrevolution 1848 in Berlin

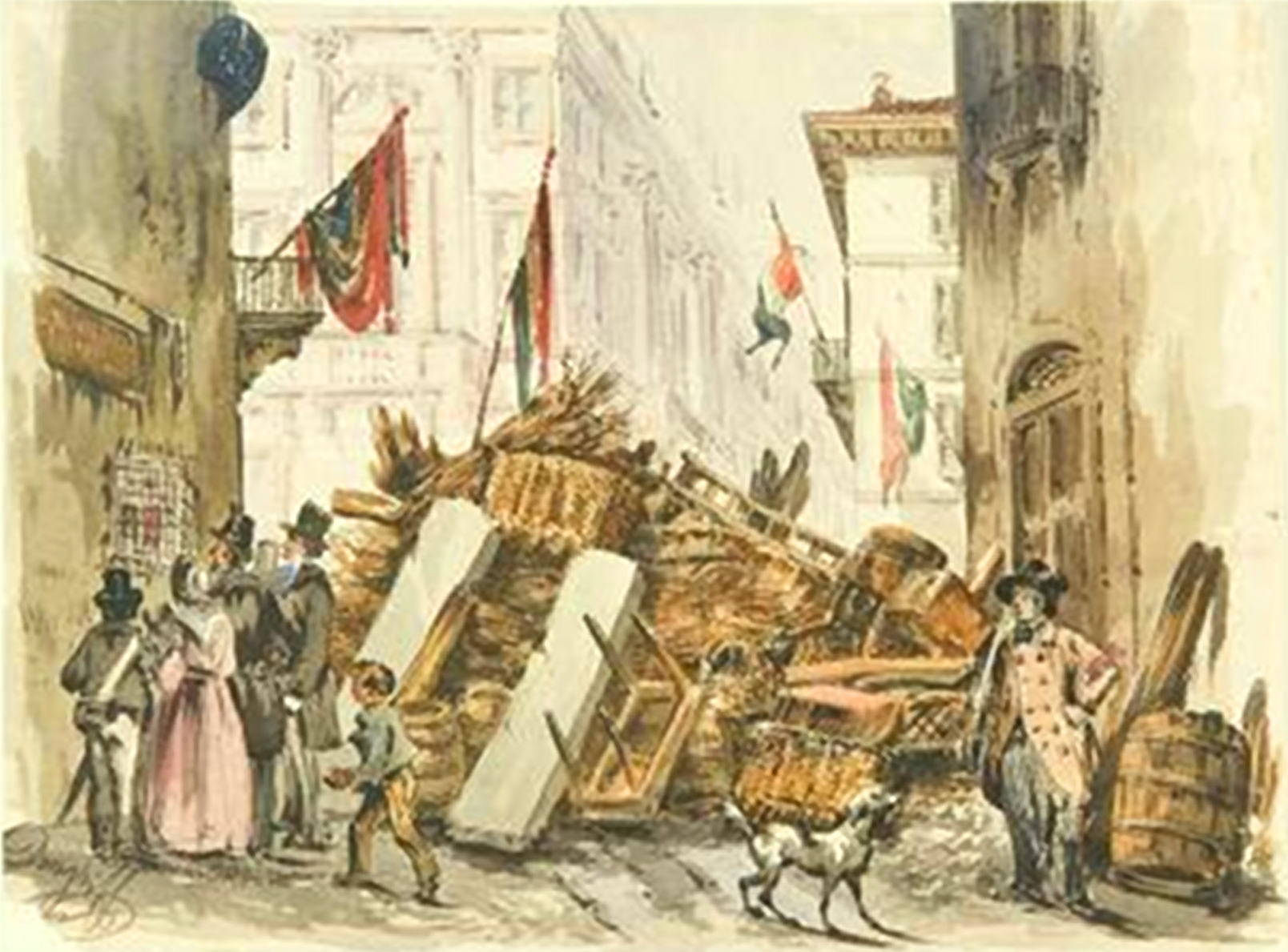
Barrikaden während der Fünf Tage von Mailand im März 1848

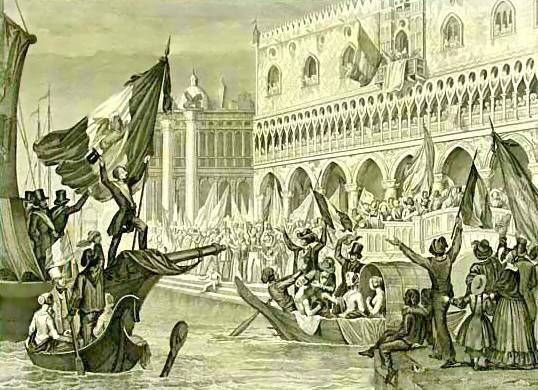
Ausrufung der Repubblica di San Marco am 23. März 1848 in Venedig

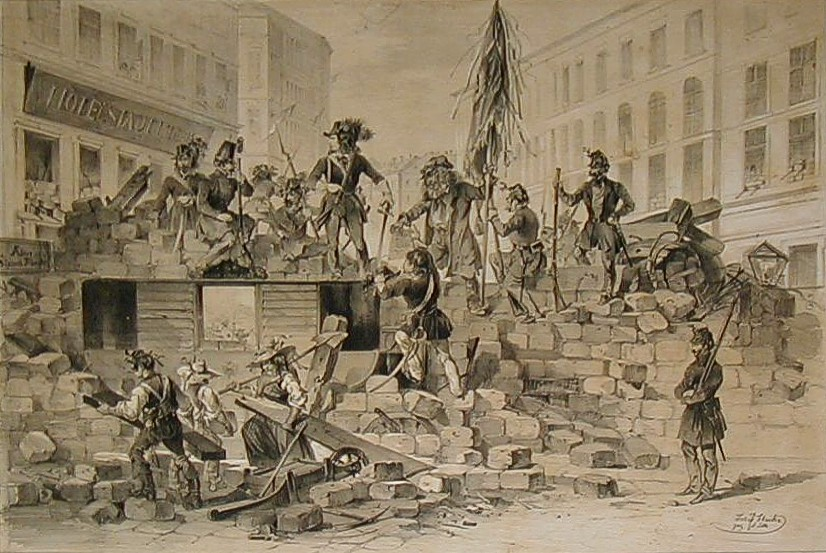
Barrikadenbau der Revolutionäre in Wien, Mai 1848

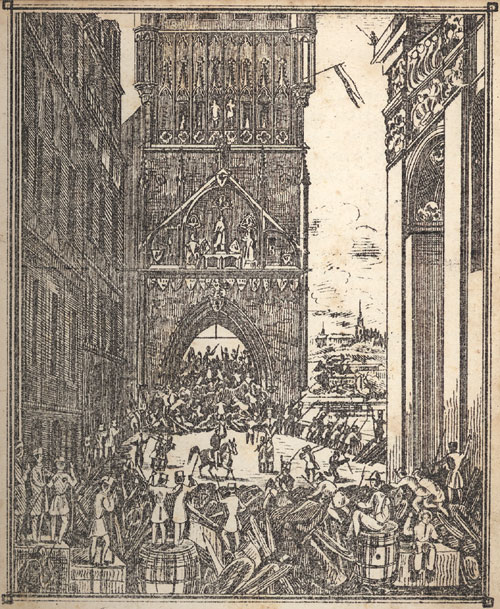
Pfingstaufstand in Prag, Mitte Juni 1848: Barrikadenkämpfe am Brückenturm der „Prager Brücke“ (1870 umbenannt in Karlsbrücke)

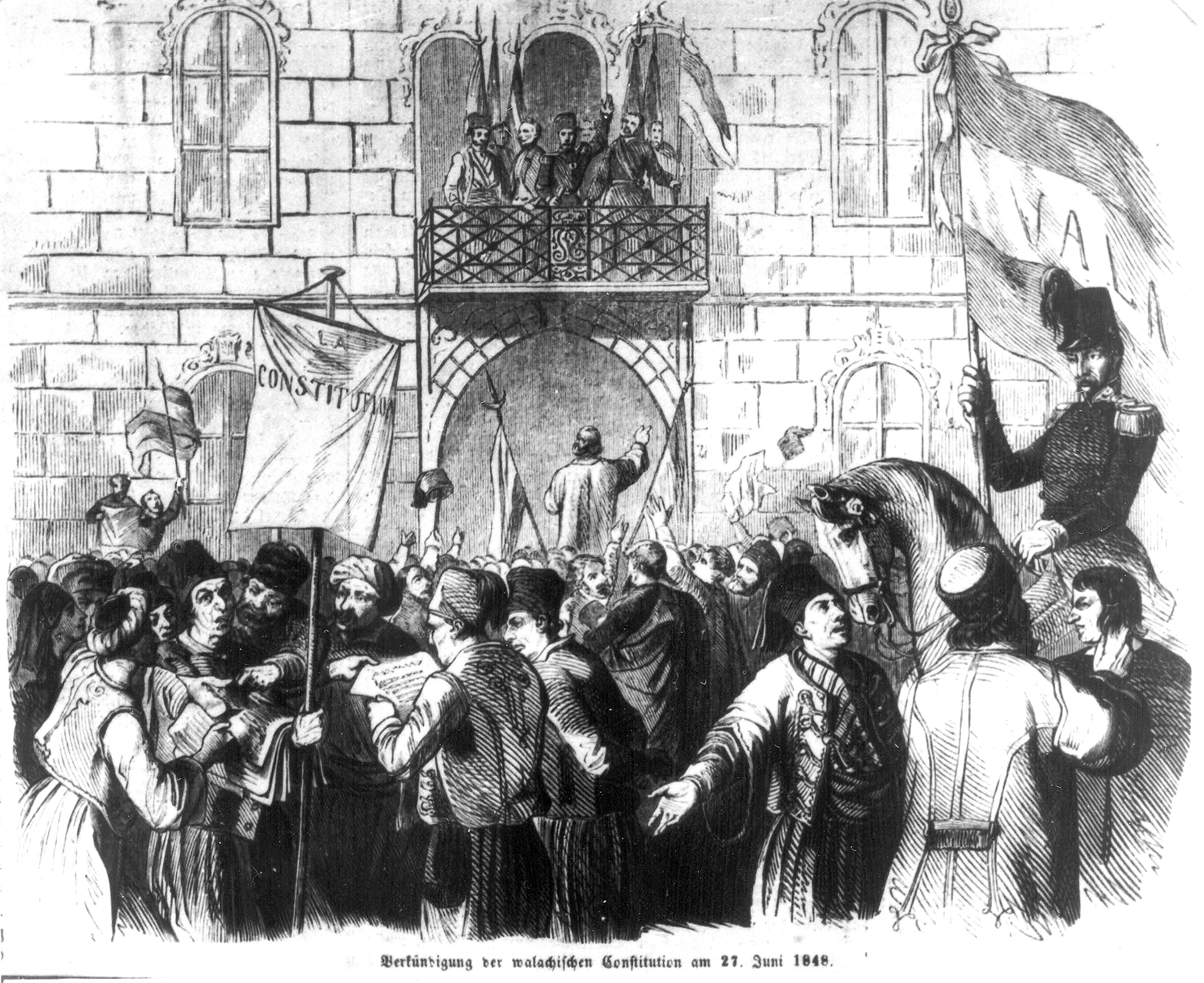
Verkündung der revolutionären walachischen Verfassung (Proklamation von Islaz) am 27. Juni 1848 in Bukarest

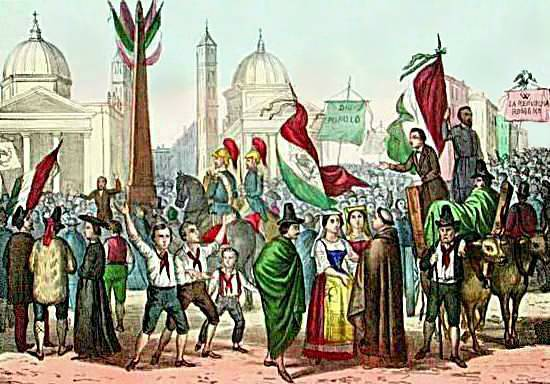
Volksfest in Rom bei der Proklamation der Römischen Republik, Februar 1849

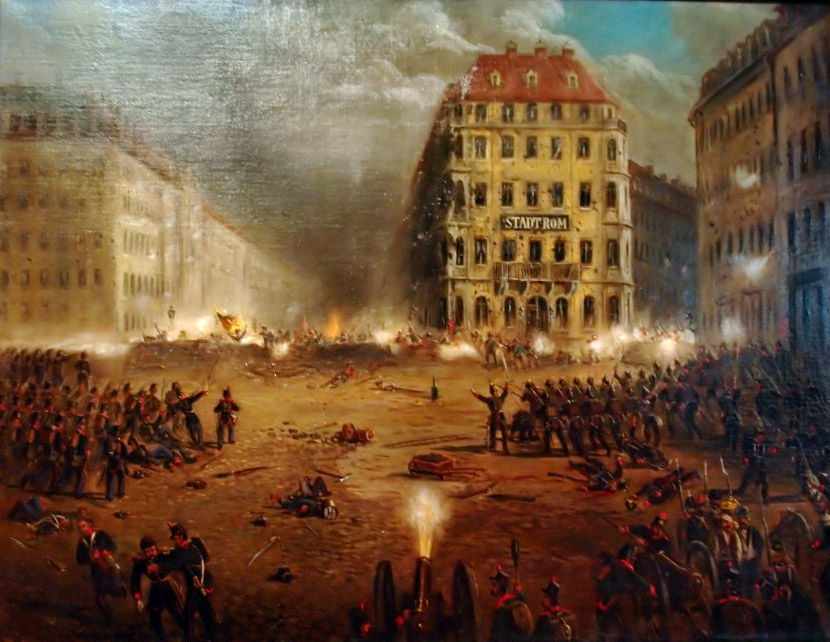
Maiaufstand in Dresden, 1849

Unter Revolutionen von 1848/1849 werden revolutionäre Erhebungen in verschiedenen europäischen Territorien zusammengefasst, die ein Ausdruck der verzögerten Modernisierung von Gesellschaft, Wirtschaft und Herrschaftssystem waren. Diese Revolutionsbewegung war Teil eines gesamteuropäischen Wandlungsprozesses gegen das System Metternich. Durch sie wurden die wirtschaftlichen, gesellschaftlichen und politischen Veränderungen, die mit der Industriellen Revolution in England und der Französischen Revolution von 1789 begonnen hatten, weiterentwickelt. Die Revolutionsbewegung von 1848/1849 war ein bedeutender Wendepunkt der europäischen Geschichte.
In vielen Regionen Europas hatten sich soziale, wirtschaftliche und politische Spannungen aufgebaut, die sich ab Anfang 1848 gewaltsam entluden. Von der revolutionären Bewegung wurden einerseits Regionen erfasst, die sich wie Frankreich, die Staaten des Deutschen Bundes und Oberitalien bereits im Übergang zur Industrialisierung befanden, doch andererseits auch solche, wie etwa Süditalien und weite Teile der Habsburgermonarchie, die noch rein agrarisch strukturiert waren. Das Streben nach nationaler Selbstbestimmung kann als ein gemeinsames überwölbendes Element dieser Revolutionen betrachtet werden.
Als bedeutende Zentren der „Europäischen Revolution“ von 1848/1849 gelten neben Frankreich insbesondere die Staaten des Deutschen Bundes und der Italienischen Halbinsel, das dreigeteilte Polen und das nach Unabhängigkeit strebende Ungarn. Im Osten Europas strahlten die Aufstände bis nach Siebenbürgen und in die Donaufürstentümer Walachei und Moldau aus. In einzelnen Regionen eskalierte das Geschehen zu zwischenstaatlichen Kriegen  oder nahm bürgerkriegsähnliche Ausmaße an.
Die Zeitgenossen sahen im Herbst 1849 die Revolutionen in Europa als gescheitert an. Über mehr als ein Jahrhundert betrachteten es viele Historiker ebenfalls so. Heute beurteilt man die langfristigen Wirkungen und die unmittelbaren Erfolge sehr viel positiver. In vielen europäischen Ländern wurden die Bauernbefreiung und Agrarreformen abgeschlossen, das Verfassungsprinzip durchgesetzt, die individuellen Grundrechte weitgehend gesichert und eine Parlamentarisierung der politischen Ordnung eingeleitet, obwohl gerade in diesem Bereich viele Widerstände und Gegengewichte noch lange bestehen blieben. Die 1849 in den italienischen und deutschen Fürstentümern gewaltsam niedergeschlagene Nationalstaatsbildung führte dort mittelfristig zu einer Art Umkehrung der Revolution. Verschiedene deutsche Historiker interpretieren die der Revolution nachfolgende Entwicklung als „Revolution von oben“. Sie führte auf der Italienischen Halbinsel 1861 zur Gründung des Königreichs Italien und zwischen 1866 und 1871 zur Gründung eines deutschen Nationalstaats, des Deutschen Kaiserreiches unter der Vorherrschaft Preußens.

## Faktoren und strukturelle Gemeinsamkeiten der europäischen Revolutionen
Laut dem Historiker Wolfram Siemann gibt es mehrere Gemeinsamkeiten, die in unterschiedlicher Gewichtung für die europäischen Länder und Regionen maßgebend waren.  Zunächst wurden die Aufstände der „Basisrevolution“ zumeist von jenen Schichten getragen, die auf dem Lande und in den Städten am stärksten von Hunger, Arbeitslosigkeit und sozialer Perspektivlosigkeit betroffen waren. Danach setzte in den durch die Erhebungen neu geschaffenen konstitutionellen Gremien der Kampf der Liberalen um die Festschreibung bürgerlicher Rechte in staatlichen Verfassungen ein.

### Die sozial-ökonomische Krise
Die sozial-ökonomische Krise vorindustrieller, handwerklicher Berufe, beruhend auf der vormärzlichen Übervölkerung ganzer Regionen, begünstigte die beginnende Proletarisierung der Großstädte sowie weiter Teile der ländlichen Gebiete. Die alte Ständeordnung brach endgültig zusammen. Pauperismus, beginnende Industrialisierung, Marktorientierung von Berufen und Klassen sowie die langanhaltende Krise des Handwerks sind Begriffe, die den tiefgreifenden Wandel der beiden vorrevolutionären Jahrzehnte charakterisieren. Diese Krise äußerte sich in Maschinenstürmerei, Judenverfolgungen oder Forderungen nach Zunftschutz des Handwerks vor der Konkurrenz des Kapitals. Die Bewegung von 1848 – zusammen mit der Bauernrevolte oft als Basisrevolution bezeichnet – war ihrem Wesen nach zwiespältig: Sie äußerte sich sowohl als Abwehrkrise gegenüber den direkten Erscheinungsformen der Frühindustrialisierung wie auch als Emanzipationskampf der politisch einflusslosen Bevölkerungsschichten.

### Hungerkrisen
Eine zweite Gemeinsamkeit sind die Missernten und die nachfolgenden Hunger- und Teuerungskrisen der Jahre 1845 und 1846, die im Jahr 1847 ihren Höhepunkt erreichten. Es  war die letzte große Hungersnot in den industrialisierten Ländern Europas mit Tumulten und einer gewaltig ansteigenden Auswanderungswelle in der zweiten Hälfte der 1840er Jahre. Am schlimmsten war die vorrevolutionäre Not in Irland, aber auch Hungersnöte in deutschen Regionen – nicht zuletzt in Schlesien – fanden große öffentliche Resonanz.

### Internationale Konjunkturkrise
Eine internationale Konjunkturkrise überlagerte die vorausgegangene Hungerkrise und führte im April 1848 zu einer Streikwelle in deutschen Städten. Viele Daten bestätigen einen tiefgreifenden Vorgang, der bereits Friedrich Engels im Rückblick zu dem Urteil veranlasste, dass die Welthandelskrise von 1847 die eigentliche Mutter der Februar- und Märzrevolutionen gewesen sei (→ Britische Eisenbahnkrise).

### Kampf um Recht und Verfassung
Eine vierte europäische Dimension liegt in der Systemverwandtheit konstitutioneller Forderungen. Überall entwickelten sich innere politische Kämpfe zum Streit um eine neue Ordnung auf der Basis einer geschriebenen Verfassungsurkunde. Es ging um Recht und Verfassung – um Bürgerrechte und Konstitution. Das war bereits in der Julirevolution von 1830 so, noch stärker geschah das aber in der Anlaufphase der Revolution von 1848, die ihren Ausgangsimpuls ja nicht aus Frankreich, sondern aus der Schweiz und aus Italien erhielt. Stets ging es um die Revision oder den Erlass einer Verfassung: Beispiel: Im Zentrum der in Deutschland umlaufenden sogenannten »Märzforderungen« standen verfassungspolitische Forderungen: Grundrechte, besonders Presse- und Versammlungsfreiheit, Geschworenengerichte, Volksbewaffnung – in ganz unterschiedlichem Sinn – und Wahlen zu einem nationalen Parlament.

### Die Krise des internationalen Systems von 1815
Eine weitere europäische Dimension liegt im Charakter der traditionellen internationalen Politik, gestützt auf völkerrechtliche Verträge und Beziehungen. Den zeitgenössischen Politikern, voran Metternich, der immer noch als Außenminister und Staatskanzler diente, war sogleich klar, dass im Frühjahr 1848 zugleich das auf dem Wiener Kongress 1815 begründete internationale System auf dem Spiel stand. Hier handelte es sich um die Politik zwischen europäischen Staaten, und als ein solcher zählte auch der Deutsche Bund, der 1815 als völkerrechtliches Subjekt aus der Taufe gehoben worden war. 1848 wurde er in Frage gestellt; schließlich übertrug er der revolutionären Provisorischen Zentralgewalt in Frankfurt alle Kompetenzen. Die Initiative dazu war von der Frankfurter Nationalversammlung ausgegangen. Deren eigentliche Bestimmung war, eine Reichsverfassung für ganz Deutschland zu entwerfen. Mit ihrer ersten großen Tat griff die Nationalversammlung weit darüber hinaus, indem sie eine nationale Regierung einrichtete. Das war ein revolutionärer Akt. Am 28. Juni 1848 begründete die Nationalversammlung eine Reichsregierung, bestehend aus einem Reichsverweser, einem Ministerpräsidenten und Reichsministern für das Äußere, Innere, die Finanzen, Justiz, den Handel und Krieg. In der Gesamtbewertung ist sich die Forschung heute einig, dass die Revolution und auch das Einigungswerk nicht an einem grundsätzlichen Widerstand der europäischen Mächte gegen die deutsche Einheit gescheitert seien. Die Revolution von 1848/49 stieß an den Rand eines möglichen großen europäischen Kriegs, welcher den Durchbruch des Nationalitätenprinzips hätte entfesseln und eine spätere Entwicklung im 19. Jahrhundert hätte vorwegnehmen können. Die europäischen Mächte, voran England und Russland, wirkten dem entgegen.

### Die Politik der europäischen Verfolgung und des Exils

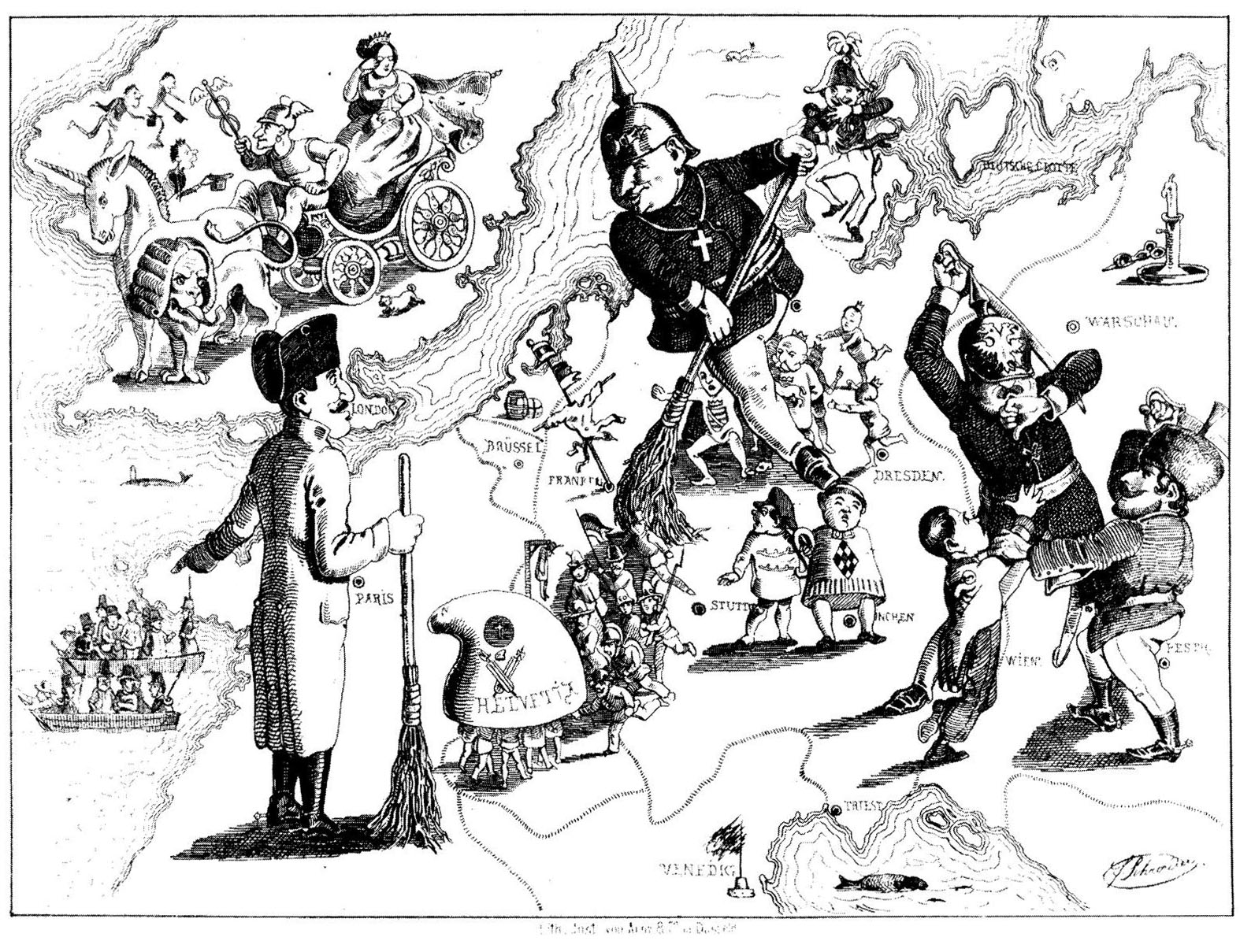
Karikatur von Ferdinand Schröder zur Niederlage der Revolutionen in Europa, erschienen in den Düsseldorfer Monatsheften unter dem Titel „Rundgemälde von Europa im August 1849“

Eine repressive Variante dieser internationalen Politik war die konzertierte Aktion der Gegenrevolution. Hier beteiligten sich Österreich, Russland, seit 1850 in polizeilicher Kooperation auch Frankreich und Belgien. Diese Politik der europäischen Verfolgung – und der Niederringung der europäischen Revolution – stiftete eine sechste Dimension, welche ihrem europäischen Charakter entsprach: das europäische Exil. Die Schweiz und das Elsass dienten vorübergehend dem Schutz, London entwickelte sich zum zentralen Durchgangsort und die Vereinigten Staaten von Amerika waren der eigentliche Fluchtort.

### Der europäische Charakter des Nationalismus
Eine siebte Dimension hängt mit dem europäischen Charakter des Nationalismus zusammen. Für viele Nationalitäten bildete sich in der ersten Hälfte des 19. Jahrhunderts der Mythos der „unerlösten“ Nation; dazu waren in erster Linie die Griechen, Italiener, die Ungarn, die Polen, darüber hinaus auch die Tschechen und nach dem Wortlaut mancher oppositioneller Propaganda auch die Deutschen zu rechnen. Die Wurzeln dieses Nationalismus lagen in der Französischen Revolution von 1789, welche Vorbild für nationale Symbole, Farben und Fahnen war. Im Vormärz entwickelte sich unter dem System der Restauration der weitere Mythos des „Völkerfrühlings“. In den 1820er Jahren äußerte er sich europaweit in der Bewegung des Philhellenismus, der Begeisterung für den griechischen Freiheitskampf, in den 1830er Jahren nach dem gescheiterten Warschauer Aufstand vom November 1830 in der gemeineuropäischen Welle der Polenfreundschaft. Diese vormärzliche Utopie zerbrach an der 1848 nun plötzlich sichtbaren Möglichkeit, die Nationalität in die Staatsnation zu überführen. Hans Rothfels hat einmal treffend die Nationalitäten des 19. Jahrhunderts als „eine Art Nationsanwärter“ bezeichnet: als ethnische Minderheiten, die nach mehr Eigenständigkeit strebten und ihre politische Einheit noch suchten. „Von der Einheit der Nation zur Zwietracht der Nationalitäten“ – auf diese Formel könnte man das Dilemma bringen, das sich daraus entwickelte.
In der Frankfurter Nationalversammlung gelang es eine Antwort auf die Nationalitätenfrage im Innern zu finden. Der auf den Verfassungsstaat bezogene Nationalismus von 1848/49 bot den Schutz nationaler Minderheiten, indem deren heimische Sprachen und Religiosität geachtet wurden. Das hatte die Reichsverfassung von 1849 als Grundrecht in ihrem Paragraphen 188 zugesichert. Ähnlich gelang der Ausgleich im Entwurf, den der Verfassungsausschuss des Wiener Reichstages für den Vielvölkerstaat der Habsburgermonarchie vorlegte. Beide Verfassungen traten in dieser Form nicht in Kraft, wiesen aber doch den Weg eines friedlichen Miteinanders verschiedener Nationalitäten in einem geeinten Staat.

### Der pazifistische Internationalismus
Eine letzte – achte – europäische Dimension ist erst in jüngster Zeit richtig wahrgenommen worden. Es ist der „pazifistische Internationalismus“ (Dieter Langewiesche). Im September 1848 fand in Brüssel ein erster internationaler Friedenskongress statt, im August 1849 tagte man in Paris und ein Jahr später in der Paulskirche. Die Kongresse forderten die Staaten auf, abzurüsten, die stehenden Heere abzuschaffen, auf Interventionen zu verzichten und keine Kriege dritter Mächte zu finanzieren.

## Bedingungen, Inhalte und Ziele
Bereits im Vorfeld hatte es Liberalisierungstendenzen in einigen Fürstentümern (so etwa schon ab 1846 im Kirchenstaat und in der Folge in weiteren italienischen Staatsgebilden in Form der Einführung von Verfassungen mit bürgerlichen Rechten) oder auch revolutionäre Entwicklungen gegeben, wie beispielsweise der Sonderbundskrieg von November 1847 zwischen den katholisch-konservativ und den liberal geprägten Kantonen in der Schweiz, der die Umwandlung der Eidgenossenschaft von einem Staatenbund zu einem Bundesstaat mit der einheitlichen Verfassung von September 1848 zur Folge hatte; – Entwicklungen, die die Erhebungen in Frankreich und den Staaten des deutschen Bundes (vgl. Märzrevolution) ab Februar/März 1848 begünstigten. Diese bisweilen als Völkerfrühling bezeichneten Prozesse hielten teils bis ins Jahr 1849 an. Es handelte sich dabei im Wesentlichen um Erhebungen, die sich gegen die nach dem Wiener Kongress von 1814/15 beschlossene Restaurationspolitik der mächtigsten mitteleuropäischen Fürstentümer und Monarchien der sogenannten Heiligen Allianz richteten. Die Restaurationsmächte – ihnen voran die am Absolutismus des 18. Jahrhunderts und der Vorstellung des Gottesgnadentums orientierten Monarchen Österreichs, Preußens, Russlands und (eingeschränkt) Frankreichs – waren seit dem Ende der Koalitionskriege bestrebt gewesen, die Macht- und Sozialstrukturen in Europa wiederherzustellen, wie sie vor der französischen Revolution von 1789 geherrscht hatten (vgl. Ancien Régime).
Getragen wurden die Erhebungen gegen die Restauration von den in der Aufklärung fußenden Ideen des klassischen Liberalismus, der sich mit dem zu der Zeit als progressiv geltenden Nationalstaatsgedanken (Nationalismus) und dem Prinzip der Volkssouveränität verband. Insofern waren viele der Revolutionen von 1848/49 auch das Ergebnis von jeweils unterschiedlich entwickelten nationalen Einheits- und Unabhängigkeitsbewegungen, die sich bereits in den vorausgehenden Jahrzehnten – oft im politischen Untergrund – entwickelt hatten (vgl. auch Vormärz und Demokratische Bewegung (Deutschland)). Gefordert wurden Verfassungen für die jeweiligen Staatsgebilde, Presse-, Meinungsfreiheit und weitere demokratische Rechte, Volksbewaffnung und Aufstellung von Bürgermilizen, Bauernbefreiung, Liberalisierung der Wirtschaft, Aufhebung der Zollschranken bis hin zur Abschaffung monarchischer Herrschaftsstrukturen zugunsten der Etablierung republikanischer Staatsgebilde, oder zumindest die Beschränkung der Fürstenmacht in Form von konstitutionellen Monarchien.
Auf der sozioökonomischen Ebene bildeten die sozialstrukturellen Begleiterscheinungen der Industriellen Revolution, die mit neuartigen technischen Entwicklungen in Produktion und Gewerbe Mitte bis Ende des 18. Jahrhunderts ihren Anfang in Großbritannien genommen, und im Lauf des 19. Jahrhunderts auch den europäischen Kontinentalraum erfasst hatte, einen wichtigen Nährboden für die Erhebungen. Bedingt durch ein starkes Bevölkerungswachstum während der Frühindustrialisierung in der ersten Hälfte des 19. Jahrhunderts, bei gleichzeitig stagnierendem Produktivitätszuwachs und einer krisenhaften Entwicklung im Handwerk (vor allem dem Textilgewerbe) und in der Landwirtschaft, verstärkt durch Missernten und in deren Folge Hungersnöte (Hungerwinter 1846/47, vgl. auch sogenannte „Kartoffelrevolution“ vom April 1847 in Berlin), nahm der Unmut gegenüber den herrschenden sozialen Verhältnissen auch in der zunehmend notleidenden Bevölkerung der landlosen Bauern und der neu entstehenden Schicht des Industrieproletariats zu. Vor diesem Hintergrund entwickelte sich eine neue revolutionäre Basis, auf die bereits frühsozialistische Ideen einwirkten (vgl. auch Pauperismus, die vorindustrielle Massenarmut, und Soziale Frage).
Die Revolutionen, die anfangs in einigen (z. B. italienischen und deutschen) Ländern durch Zugeständnisse der herrschenden Fürsten in Form von Verfassungszusagen und der Einführung liberaler Reformen in ihrer Stoßkraft abgeschwächt wurden, gelten insbesondere in Bezug auf den Vorstellungsraum Deutschland und Österreich – zumindest hinsichtlich ihrer unmittelbaren Niederschlagung dort bis Spätsommer 1849 – als gescheitert. Viele Aktivisten emigrierten oder wanderten danach endgültig aus ihren Herkunftsländern oft nach Übersee aus. Insbesondere in den USA wurden die neuen Immigranten dieser Zeit als Forty-Eighters gegenüber anderen Einwanderern früherer oder späterer Zeiten herausgestellt.

## Längerfristige Entwicklungsstränge
Obwohl insbesondere die nationalstaatlichen Zielsetzungen der meisten europäischen Revolutionen von 1848/49 mit ihren grundsätzlichen Veränderungsanliegen vorerst gescheitert waren und speziell in den deutschen Staaten in eine Periode der politischen Reaktion mündeten (vgl. Reaktionsära), bilden diese Revolutionen in der rückblickenden historischen Betrachtung den Endpunkt eines längerfristigen Prozesses, der mit der ersten bürgerlichen Revolution in Europa, der französischen Revolution von 1789 begonnen hatte, und der die Etablierung des vormals politisch relativ einflusslosen Dritten Standes – des Bürgertums – als einflussreichen Wirtschafts- und Machtfaktor neben der Aristokratie langfristig festigte. In diesen Prozess, der bisweilen als „Zeitalter der bürgerlichen Revolutionen“ bezeichnet wird, sind auch verschiedene Ereignisse und Entwicklungen vor 1848/1849 eingebunden, ohne die die Revolutionen um die Mitte des 19. Jahrhunderts kaum denkbar wären. Dazu gehören beispielsweise die napoleonische Hegemonie mit der Verbreitung des Code civil zwischen ca. 1799 und 1812 ebenso wie die Spanische und die Griechische Revolution in den 1820er Jahren, die französische Julirevolution von 1830 und die Abspaltung Belgiens als konstitutionelle liberale Monarchie von den Niederlanden (Belgische Revolution) ebenfalls 1830, sowie die verschiedenen Aufstände des frühen Risorgimento in den italienischen Staaten. Spätestens ab 1848 wurde die Bourgeoisie, im engeren Sinn das Großbürgertum, zur ökonomisch herrschenden Klasse der Gesellschaften Mitteleuropas. Die Jahre 1848/1849 markieren nach marxistischer Diktion auch die Trennung der Arbeiterklasse bzw. des Proletariats als neue potenziell revolutionäre Klasse vom Bürgertum.
Die revolutionären Schübe zwischen 1789 und 1848/49 prägten die politische Kultur und das pluralistische Demokratieverständnis der meisten Staaten Mitteleuropas in der Moderne langfristig und nachhaltig, dies z. B. in der Bundesrepublik Deutschland, deren heutiges Grundgesetz auf dem 1848/49 in der ersten gesamtdeutschen Nationalversammlung ausgearbeitetem Verfassungsentwurf basiert, wie auch in Österreich, Frankreich, Italien, Ungarn, Polen, Dänemark, der Tschechoslowakei bzw. im heutigen Tschechien und der Slowakei. Mit den Ereignissen von 1848 bis 1849 wurde der Siegeszug der bürgerlichen Demokratie in die Wege geleitet, der auf lange Sicht die spätere historische, politische und soziale Entwicklung fast ganz Europas bestimmte. Einzig die Schweiz hatte im Jahr 1848 mitten im monarchistischen Europa annähernd ihre heutige politische Struktur angenommen.
Die Revolutionen von 1848 gaben in zwischenstaatlichen Grundzügen zusätzlich zu vorherigen, in der Aufklärung begründeten Entwicklungen einige ideelle Impulse für die Entwicklung der Europäischen Union (EU) im späten 20. Jahrhundert. So vertrat der italienische Revolutionär Giuseppe Mazzini schon vor den revolutionären Wirren um 1848 ein Europa der Völker. Er stellte diese Utopie gegen das Europa der autoritären Fürstentümer und nahm damit eine politisch-soziale Grundidee der EU vorweg.

## Verweise auf die regionalen Hauptartikel
- in Frankreich: Februarrevolution 1848 mit Juniaufstand
- in den Staaten des Deutschen Bundes:

  - Deutsche Revolution 1848/1849 (Märzrevolution)
  - Badische Revolution
  - Märzrevolution 1848 in Berlin
  - Revolution von 1848 im Großherzogtum Hessen
  - Revolution in Mecklenburg (1848)
  - Revolution in Sigmaringen
  - Schleswig-Holsteinische Erhebung; Krieg zwischen dem Deutschen Bund (vor allem vertreten durch preußische Truppen) und Dänemark, im Zusammenhang mit den nationaldeutschen Erhebungen in den Herzogtümern Schleswig und Holstein (vgl. im Artikel „Schleswig-Holstein“ den Unterabschnitt zur deutschen Nationalbewegung)
  - Reichsverfassungskampagne zwischen Mai und Juli 1849: Die republikanischen Erhebungen während der Endphase der Revolution in den deutschen Ländern (infolge der Ablehnung einer deutschen Kaiserkrone durch den preußischen König (vgl. Kaiserdeputation) und der Auflösung der Frankfurter Nationalversammlung, deren verbliebene Mitglieder kurzzeitig noch im Stuttgarter Rumpfparlament weiter tagten):
    - Dresdner Maiaufstand
    - Pfälzischer Aufstand
    - Elberfelder Aufstand
    - Iserlohner Aufstand von 1849
    - Prümer Zeughaussturm
- Revolution von 1848/1849 im Kaisertum Österreich
  - Wiener Oktoberaufstand
  - Prager Pfingstaufstand
- in österreichischen Provinzen und Kronländern außerhalb des Deutschen Bundes:
  - Slowakischer Aufstand
  - Ungarische Revolution 1848/1849
  - Deutsche Revolution 1848/1849#Ungarn
- in den italienischen Staaten und Regionen (teilweise unter österreichischer Hoheit stehend):
  - Erster Italienischer Unabhängigkeitskrieg
  - Risorgimento#Revolution und Erster Unabhängigkeitskrieg 1848/1849
  - Fünf-Tage-Aufstand in Mailand
  - die fünf Monate bestehende Römische Republik (1849)
  - die 17 Monate bestehende Repubblica di San Marco in Venedig
- in Dänemark: Märzrevolution (Dänemark)
- in Posen, der polnischen Provinz Preußens: Großpolnischer Aufstand (1848)
- in den Donaufürstentümern: Rumänische Revolution von 1848
- in der Schweiz: Sonderbundskrieg vom 3. bis zum 29. November 1847, der zur Verabschiedung der Bundesverfassung am 12. September 1848 führte, wodurch die Schweiz vom Staatenbund zum Bundesstaat wurde